# Bartola Sancho Dávila
Bartola Sancho Dávila Franco (Lima, 24 de agosto de 1882 – 3 de junio de 1967) fue una cantante, bailarina e instrumentista afroperuana reconocida por su labor impulsando la marinera como símbolo distintivo de Lima. Su legado cultural perdura en el Rímac, donde una calle lleva su nombre como tributo a su contribución.

## Biografía

### Vida privada
Bartola Sancho Dávila Franco nació el 24 de agosto de 1882 en el barrio de Malambo, en el actual distrito del Rímac, de la ciudad de Lima. Sus padres fueron los músicos Eulália Franco y Cenón Sancho Dávila, y tuvo seis hermanos. Su crecimiento en Malambo fue oportuno, pues era un bastión cultural donde vivió rodeada de músicos, bailarines y compositores afroperuanos; ese entorno le permitió aprender diversas artes y a tocar instrumentos como el cajón. Además, su familia fue una de las más destacadas en la escena artística musical limeña entre los que resaltan también Braulio, Mateo, Martina, Peta e Isabel Sancho Dávila.
Respecto a su vida familiar, se casó con Gregorio Falcón (Goyo) en 1925, con quien tuvo una hija llamada Herminia. Vivió con su familia en condiciones humildes. En 1940 murió su hija y, unos años después, falleció su marido. Ya anciana y con pérdida de memoria, el alcalde de Lima, Luis Bedoya Reyes, la ingresó en un hospicio. Sancho Dávila Franco falleció el 3 de junio de 1967, fue enterrada en el Cementerio de El Ángel.

### Vida profesional
Durante su adolescencia, comenzó a participar en bailes de zamacueca en su vecindario, destacándose por su habilidad para ejecutarlo de manera impecable y creativa. Además, lideró un grupo musical conformado exclusivamente por hombres, mientras tocaba la guitarra y el cajón. Julio "El Quemao" Peña fue su pareja de baile; sin embargo al fallecer Julio, fue reemplazado por Abelardo Peña. Gracias a su destacado talento en la presentación de danzas tradicionales, fue invitada a actuar ante la élite peruana, incluyendo una presentación en Palacio de Gobierno durante el gobierno de Nicolás de Piérola y en el año 1920 fue invitada nuevamente en el segundo gobierno del Presidente Augusto B. Leguía.
El barrio de Malambo donde nació y creció Bartola juega un papel importante en las tradiciones artísticas de los afrodescendientes, desde la época colonial los africanos que llegaban en barco al Callao eran trasladados a Malambo y colocados en cuarentena, para ser esclavizados. Con el paso del tiempo los prisioneros conservaron sus tradiciones culturales y en ese contexto nació Bartola, en el período post-esclavista, nutriéndose de todas las artes, convirtiéndola en la principal bailarina de marinera en Lima. Su dedicación a la danza se inicia con la zamacueca plebeya, baile que antecede a la marinera y muy practicado en la zona Abajoelpuente. De este origen se entiende la habilidad de Bartola por dominar los pañuelos al ritmo, arte que le permitió ganar en el concurso de marinera limeña de Pampa de Amancaes tres veces.
Los africanos que llegaban a Malambo convirtieron la zona del Rímac en un foco cultural: baile, instrumentos y pintura que nacen a mediados del siglo XIX, invitando a las familias residentes como los Sancho Dávila Franco a probar con otros géneros musicales acompañándose de diferentes instrumentos sonoros. Lo que no se había difundido adecuadamente es que, en la guardia vieja de Malambo, y en dos importantes generaciones artísticas participaron en total 13 mujeres.

## Premios
Ganó en 3 oportunidades los concursos Pampa de Amancaes entre los años 20 y 30:
- Ganadora del Concurso de marinera limeña de Pampa de Amancaes año 1927[13]

- Ganadora del Concurso de marinera limeña de Pampa de Amancaes año 1934

- Ganadora del Concurso de marinera limeña de Pampa de Amancaes año 1939

## Legado y homenajes
Debido a su trayectoria ha recibido algunos homenajes como los siguientes: 
- La cantante Alicia Maguiña creó una canción inspirada en la bailarina Bartola.
- Una calle en el distrito del Rímac fue nombrada en su honor.
- El autor Luis Rocca, publicó un libro sobre su vida.